# Ikpikpuk River
Der Ikpikpuk River ist ein etwa 308 km langer Zufluss der Beaufortsee im Bereich der North Slope im Norden des US-Bundesstaats Alaska.

## Flusslauf
Der Ikpikpuk River entsteht am Zusammenfluss von Kigalik River (links) und Maybe Creek (rechts) in der Küstentiefebene der North Slope auf einer Höhe von 67 m. Die beiden Quellflüsse entspringen nördlich vom Mittellauf des Colville River. Der Ikpikpuk River fließt in nördlicher Richtung. Der Flusslauf weist zahlreiche Flussschlingen auf. Das angrenzende Gebiet ist von teils verlandeten Altarmen durchsetzt. Der Fluss ändert offenbar immer wieder seinen Lauf. Bei Flusskilometer 175 trifft der Price River von rechts auf den Ikpikpuk River. Bei Flusskilometer 157 mündet der Titaluk River linksseitig in den Ikpikpuk River. Bei Flusskilometer 80 zweigt der 110 km lange Mündungsarm Chipp River linksseitig ab und fließt zur Admiralty Bay. Der Oumalik River bildet einen linken Nebenfluss des Chipp River. Der Ikpikpuk River spaltet sich in mehrere Flussarme auf. Ein weiterer benamter linker Mündungsarm ist der 70 km lange Alaktak River, der nördlich des Chipp River zum Pittalukruak Lake, einem Küstengewässer am Rande der Admiralty Bay, fließt. Der Hauptarm des Ikpikpuk River fließt in nordnordöstlicher Richtung und mündet schließlich in die Smith Bay. Dem Hauptarm fließt unweit der Mündung der Miguakiak River, Abfluss des weiter östlich gelegenen Sees Teshepuk Lake, zu.

## Namensgebung
Der Flussname leitet sich von dem Eskimo-Wort Ikpikpak mit der Bedeutung „großes Kliff oder große Flussbank“ ab und wurde ursprünglich von Lt. Ray von der U.S. Army als Ikpikpun und Ikpikpung gemeldet. Es gab Versuche, den Fluss in Chipp River umzubenennen. Schließlich wurde 1925 einer der beiden Mündungsarme entsprechend benannt.

## Hydrologie
Am Abflusspegel bei Flusskilometer 192 beträgt der mittlere Abfluss (MQ) für den Messzeitraum 2004/2009 19 m³/s. Die größten mittleren monatlichen Abflüsse traten in den Monaten Mai und Juni auf mit Werten von 50 und 140 m³/s.

## Einzugsgebiet
Der Ikpikpuk River entwässert ein Areal von etwa 16.000 km². Das Einzugsgebiet befindet sich vollständig in der Arktischen Ebene. Das Einzugsgebiet grenzt im Südosten an das des Fish Creek, im Süden an das des Colville River, im Südwesten an das des Meade River sowie im Westen an das des Topagoruk River.